# Henryk Melcer-Szczawiński
Henryk Melcer-Szczawiński (ur. 25 lipca 1869 w Marcelinie, zm. 18 kwietnia 1928 w Warszawie) – polski kompozytor neoromantyczny, pianista, dyrygent i pedagog muzyczny, dyrektor Filharmonii Warszawskiej i Konserwatorium Muzycznego w Warszawie.

## Życiorys
Urodził się w rodzinie Karola Melcera, skrzypka, dyrektora Kaliskiego Towarzystwa Muzycznego, i Zofii Bronisławy z Bochenków. Drugi człon nazwiska uzyskał w wyniku adopcji przez Jakobinę ze Szczawińskich Grzybowską dla uzyskania podstaw do używania polskobrzmiącego nazwiska, według księgi urodzeń 1902/900 parafii św. Barbary w Warszawie.
Naukę gry fortepianowej rozpoczął u babki Józefy Klemczyńskiej-Melcerowej i u ojca, z którym wystąpił po raz pierwszy publicznie 25 września 1877. W 1887 ukończył ze złotym medalem Męskie Gimnazjum Klasyczne w Kaliszu, następnie wyjechał do Warszawy, gdzie studiował matematykę na Cesarskim Uniwersytecie Warszawskim. Studia kontynuował od 1892 w Wiedniu. W latach 1888–1891 studiował grę na fortepianie u Rudolfa Strobla (dyplom 1891) i kompozycję u Zygmunta Noskowskiego w warszawskim Instytucie Muzycznym. Wg niektórych źródeł był też uczniem Aleksandra Michałowskiego.

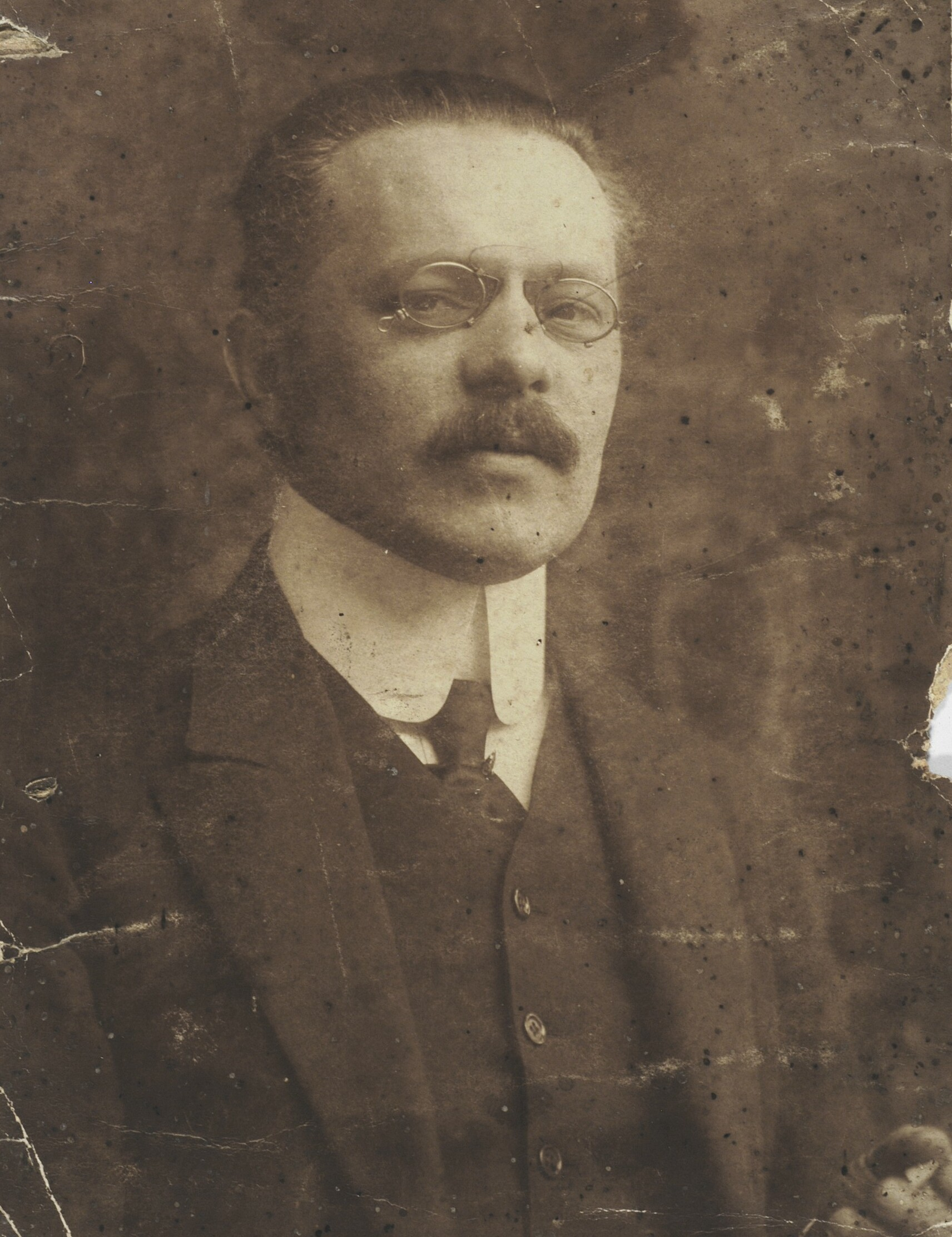
Henryk Melcer Szczawiński, 1899 r.

W latach 1889–1892 koncertował jako solista i akompaniator w wielu miastach Polski. W 1890 odbył tournée koncertowe po Rosji z amerykańską śpiewaczką Ludwiką N. Nicholson. 27 marca 1892 po raz pierwszy wystąpił z tzw. „koncertem własnym” w Warszawie, zyskując pochlebną opinię m.in. Jana Kleczyńskiego. W latach 1892–1894 był uczniem Teodora Leszetyckiego w Wiedniu. Od stycznia 1895 podróżował z koncertami do Berlina, Kijowa, Krakowa, Lwowa, Paryża.
Na rozstrzygniętym 22 sierpnia 1895 II konkursie im. Antona Rubinsteina dla kompozytorów i pianistów w Berlinie Melcer-Szczawiński zdobył jedyną, przewidzianą regulaminem konkursu kompozytorskiego, nagrodę za I Koncert fortepianowy (przedstawiony jako Concertstück), Trio fortepianowe i dwa utwory z Trois morceaux caractéristiques opus 5 oraz III nagrodę w konkursie pianistycznym; spotkał się tam z Aleksandrem Skriabinem i Ferrucio Busonim.
W latach 1895–1896 Melcer-Szczawiński był profesorem klasy fortepianu w konserwatorium w Helsinkach, równocześnie koncertując w Rosji, Berlinie i Lwowie. W dniach 27–28 stycznia 1896 odniósł ogromny sukces we Lwowie. W latach 1896–1899 uczył gry fortepianowej w tamtejszym konserwatorium, m.in. 6-letniego M. Horszowskiego. 22 września 1899 wygrał konkurs na stanowisko dyrektora Galicyjskiego Towarzystwa Muzycznego i konserwatorium, ale chcąc uniknąć konfliktów z lwowskim środowiskiem kompozytorów, złożył rezygnację i opuścił Lwów. 9 lipca 1898 zdobył I nagrodę na konkursie kompozytorskim im. I.J. Paderewskiego w Lipsku za II Koncert fortepianowy (ex aequo z I Koncertem skrzypcowym op. 11 E. Młynarskiego), a w 1904 II nagrodę na konkursie kompozytorskim ogłoszonym przez Filharmonię Warszawską za operę Maria. Około 1900 zaczął komponować utwór sceniczny Protesilas i Laodamia, pracował nad nim jeszcze na początku 1916. W latach 1899–1902 stał na czele Towarzystwa Muzycznego w Łodzi. Zorganizował i wyszkolił chór i orkiestrę amatorską, z którymi wykonał m.in. Pory roku Haydna. W 1901 występował wielokrotnie w kraju (Warszawa, Kraków), a ponadto za granicą (Berlin, Lipsk, Drezno, Wiedeń, Budapeszt). W latach 1902–1903 ponownie przebywał we Lwowie, tym razem jako nauczyciel i dyrektor szkoły muzycznej H. Ottawowej, od 1907 – szkoły M. Szczycińskiej i S. Kasparek. W październiku 1902 debiutował jako dyrygent w Filharmonii Lwowskiej. Od października 1903 był profesorem wyższego kursu fortepianowego w konserwatorium w Wiedniu. Koncertował wielokrotnie w Wiedniu (19 listopada 1903 w Kleiner Musikvereinsaal zaprezentował swoje Variations sur un thème de St. Moniuszko „Le cosaque”), także w Krakowie, Pradze (1906) i Genewie (1907), dojeżdżając co miesiąc do Łodzi i Lwowa, gdzie miał wielu uczniów.
Okres wiedeński, mimo skomplikowanej sytuacji rodzinnej i przeciążenia pracą, przyniósł mu wiele satysfakcji (przyjaźń z E. Mandyczewskim) i poprawę trudnej egzystencji materialnej. Jesienią 1907 zamieszkał w Warszawie; od 2 października 1908 był dyrektorem artystycznym Filharmonii Warszawskiej, tamże miesiąc później wystąpił jako dyrygent. Starając się podnieść poziom upadającej orkiestry, zaangażował na 12 koncertów G. Fitelberga i zainicjował istotne zmiany w polityce repertuarowej, propagował twórczość Karłowicza oraz muzykę symfoniczną kompozytorów mniej znanych w Polsce, np. Schumanna, Brucknera i Elgara. W marcu 1909 zrezygnował z funkcji dyrektora, lecz pozostał w Filharmonii na stanowisku kierownika wieczorów muzyki kameralnej i oratoryjnej. Latem 1910 (także 1912, z M. Szulcem) kierował koncertami symfonicznymi w Dolinie Szwajcarskiej w Warszawie. 1909–1911 (możliwe, że do 1912) był, z inicjatywy G. Fitelberga, kierownikiem chóru Filharmonii Warszawskiej, z którym 1910 wykonał Les Béatitudes Francka, 1911 – Requiem Mozarta i IX Symfonię Beethovena, a 1912 poprowadził prawykonanie Quo vadis F. Nowowiejskiego. Co roku występował z wieczorami muzyki kameralnej w Filharmonii i z koncertami symfonicznymi dla młodzieży organizowanymi przez szkołę śpiewu M. Sobolewskiej. 1 lutego 1912 podjął pracę w liceum muzycznym L. Marczewskiego w Warszawie, nadal dojeżdżał do Lwowa i Łodzi (do 1919).
W latach przed I wojną światową, nie mając po raz kolejny stałego zajęcia, koncentrował się na pianistyce, osiągając apogeum swoich technicznych i muzycznych umiejętności; wzbudzał podziw rozbudowanymi programami recitali chopinowskich (np. w Warszawie 29 listopada 1912 i 4 listopada 1913); grał też w Petersburgu (1913), Berlinie, Kijowie i na Krymie; 1913 wystąpił po raz pierwszy w Poznaniu. Od października 1915 do 1 marca 1916 był dyrektorem artystycznym opery w Warszawie. Ustąpił z powodu konfliktu w sprawach repertuaru, bowiem był przeciwny wystawianiu oper niemieckich w Warszawie zajętej przez wojska niemieckie. Żegnano go z żalem na koncercie kompozytora w Teatrze Wielkim 10 marca 1916. W 1916 w sali kameralnej Hermana i Grossmana w Warszawie wykonał wszystkie sonaty Beethovena, omawiając zarazem ich formę; połączenie koncertu z prelekcją stanowiło novum w życiu muzycznym Warszawy. Od 1917 wiele czasu poświęcał Polskiemu Klubowi Artystycznemu. Był jego pierwszym i długoletnim prezesem oraz niestrudzonym organizatorem koncertów, zwłaszcza muzyki Współczesnej. W końcu 1917 objął klasę fortepianu w konserwatorium po A. Michałowskim, a w I 1922 – stanowisko dyrektora po E. Młynarskim, 1925 również klasę kompozycji po R. Statkowskim. W uczelni wprowadził nowe programy nauczania, zmienił zakres egzaminów, zorganizował chór i orkiestrę szkolną, ożywił działalność koncertową szkoły i pracę klas operowych, stawiał wysokie wymagania artystyczne uczniom i nauczycielom, zabiegał o pozyskanie K. Szymanowskiego. Jako członek komitetu WTM współdziałał w edycjach utworów Moniuszki i Karłowicza. Od 1921 był prezesem Zjednoczenia Związków Muzyków Polskich (później Związku Muzyków Polskich), od 1922 – członkiem komisji kwalifikacyjnej sekcji polskiej MTMW, w latach 1922–1925 prezesem nowo utworzonego Stowarzyszenia Popierania Muzyki Symfonicznej. 28 października 1924 Minister Spraw Wojskowych zatwierdził marsz wg kompozycji Henryka Melcer-Szczawińskiego, jako „Marsz dla generałów”. 16 grudnia 1925 odbył się w Filharmonii Warszawskiej jubileusz 30-lecia jego pracy artystycznej (powtórzony w Łodzi). W grudniu 1926 zrezygnował z funkcji dyrektora konserwatorium w proteście przeciw nieuzasadnionemu – jego zdaniem – pogwałceniu autonomii uczelni przez zarządzenie jej wizytacji ze strony ministerstwa; pozostał profesorem klasy fortepianu 1927 był jurorem I Międzynarodowego Konkursu Pianistycznego im. F. Chopina. Z powodu rozwijającej się choroby serca coraz rzadziej koncertował i dyrygował. Ostatni koncert kompozytorski Melcera-Szczawińskiego poprowadził K. Wiłkomirski w Filharmonii Warszawskiej 22 stycznia 1928. Melcer-Szczawiński zmarł nagle na serce 18 kwietnia 1928 podczas lekcji w konserwatorium. Pozostawił żonę Helenę ze Szczawińskich (1871–1933) i dwie córki: Wandę zamężną Sztekkerową, primo voto Rutkowską (1896–1972) i Marię zamężną Stromengerową (1900–1959), matkę Zuzanny.
Spoczywa na cmentarzu Powązkowskim w Warszawie (kwatera 270-4-12).

## Kompozycje
- Symfonia c-moll (1900)
- I Koncert fortepianowy e-moll (1895)
- II Koncert fortepianowy c-moll (1898)
- Trio fortepianowe g-moll (1895)
- Sonata skrzypcowa G-dur
- Maria (opera, Warszawa 1904), według poematu Antoniego Malczewskiego
- Protesilas i Laodamia (opera, Paryż 1925)
- Pani Twardowska, ballada na tenor, chór i orkiestrę (1898), do słów Adama Mickiewicza

## Ordery i odznaczenia
- Krzyż Oficerski Orderu Odrodzenia Polski – 2 maja 1923 „za działalność artystyczną w dziedzinie muzyki"[8][9]